# Sächsische Knabenchöre

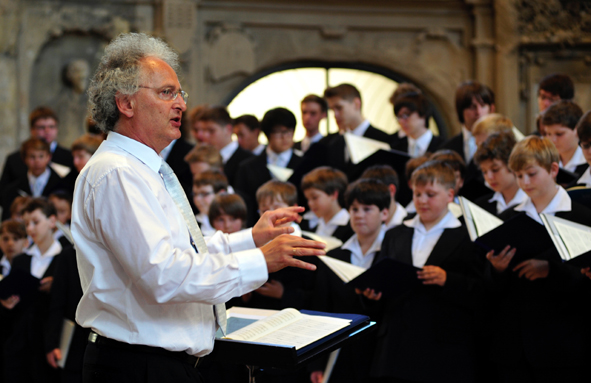
Kantor Roderich Kreile und der Dresdner Kreuzchor bei einer Vesperprobe im Juni 2012

Unter dem Sammelbegriff Sächsische Knabenchöre wurden im Dezember 2014 drei Kirchenchöre aus Sachsen von der Deutschen UNESCO-Kommission e. V. in das bundesweite Verzeichnis des Immateriellen Kulturerbes aufgenommen. Konkret handelt es sich um den Thomanerchor an der Thomaskirche in Leipzig, den Kreuzchor an der Kreuzkirche in Dresden und die Dresdner Kapellknaben an der Hofkirche in Dresden. In dem Verzeichnis sind sie dem Bereich „M“ zugeordnet, der mündlich überlieferte Traditionen und Ausdrucksformen, einschließlich der Sprache als Trägerin des immateriellen Kulturerbes, versammelt.
Die Nominierung der landesspezifischen Bewerbung hatte der Sächsische Kultursenat in seiner Sitzung Anfang April 2014 empfohlen.